# Cervara (Pontremoli)
Cervara è una frazione del comune italiano di Pontremoli, nella provincia di Massa-Carrara, in Toscana.
Centro abitato della valle del Verde, si trova ad un'altitudine di 725 metri s.l.m.. Il territorio della frazione può essere suddiviso in tre località principali: Cervara alta, Cervara di mezzo e Cervara bassa.

## Geografia fisica

### Territorio
Cervara è posta lungo la via del Borgallo che univa la val di Taro alla Lunigiana ed è considerata la via più antica che portava dalla pianura parmense al mare ed al porto di Ameglia prima e di Luni poi.
Vi era la presenza di uno xenodochio di Nostra Signora della Cervara di epoca longobarda gestito anche dai monaci dell'abbazia di Borzone. Sul territorio si trova anche un toponimo, castello, stante ad indicare una torre difensiva dei Bizantini, la quale raffigurava l'importanza della via del Borgallo ai tempi (fine VI secolo e metà VII secolo) della guerra fra Bizantini e Longobardi.
- Classificazione sismica: zona 3 (sismicità medio-bassa), Ordinanza PCM 3293 del 17/05/2005
- Classificazione climatica: zona F, 3136 GG
- Diffusività atmosferica: media, Ibimet CNR 2002

## Monumenti e luoghi d'interesse

### Architetture religiose
La chiesa di San Giorgio è la chiesa parrocchiale della frazione ed è documentata per la prima volta negli estimi del 1470-1471. La pianta è a croce latina. All'esterno sono affisse le lapidi a memoria dei caduti della prima e della seconda guerra mondiale, rispettivamente a sinistra e a destra del portale d'ingresso. All'interno presente semplici decorazioni.

### Architetture civili
Tra le varie architetture a uso civile presenti nella frazione, si segnalano: l'asilo comunale, l'ex scuola elementare e l'ex ospedale.

### Aree naturali
A Cervara è presente un piccolo bacino lacustre chiamato Lago Verde, situato a circa 1068 m s.l.m.. Poco distante si trova la cascata di Farfarà.

## Cultura

### Tradizioni e folclore
- San Giorgio (23 aprile): festa patronale con messa solenne nel pomeriggio e successiva processione.
- Madonna di luglio, la quale rappresenta un saluto alla primavera ed un benvenuto all'estate. Nel passato, la Beata Vergine, augurava buoni auspici per il raccolto; la festa si svolge la prima domenica di luglio con la messa in latino e processione fino alla Piana, dove viene posata la statua di Maria e recitato il rosario.

## Sport

### Trekking
Mediante la strada che porta al cimitero, attraverso un percorso trekking segnalato da cartelli stradali e mappe, è possibile arrivare al torrente Darnia e proseguire nel tragitto che conduce nella piccola località di Barca, a 670 m s.l.m..